# Буховски манастир „Свети Архангел Михаил“
Буховският манастир „Свети Архангел Михаил“ е непостоянно действащ храм, разположен сред южните склонове на планината Мургаш, Западна Стара планина, на отстояние 3 км североизточно от град Бухово, България.

## История
Буховският манастир е основан в началото на XVI век като част от Софийската Мала Света гора. Към края на XVIII век е изоставен, вероятно след кърджалийско нападение. Възстановен е по време на движението за църковна независимост през 1860 г.
Според местни предания манастирът бил много богат, притежавал земи и над 1000 глави добитък, за които се грижели ратаи, наемани от съседните села.
Възобновен е през XIX век на два етапа – през 1855 и 1882 година. По време на Руско-турската война 1877 – 1878 в манастира се подслоняват руски войници.
Според проучване на историка Иван Алексиев, веднага след детронирането му, на 9 и 10 август 1886 г., тук е затворен за две нощи и един ден Александър I Батенберг на път през Орхание (Ботевград), Враца и Оряхово за Рени.
През 1956 година манастирът е обявен за архитектурен паметник на културата от местно значение.

## Описание
Манастирският двор е разделен на стопанска и жилищна част. От оборите и жилищата на ратаите в източната част на манастира са запазени само основите.
Запазена е манастирската църква. Освен храмовата икона над входа на църквата, на дясната ѝ външна стена има ниша с икона на патрона на манастира Архангел Михаил.
Иконостасът е дело на дебърски майстори от рода Филипови.
На десетина метра от входа на манастира има запазена чешма, изградена през май 1936 година от Православно добротворно просветно братство „Св. Св. Седмочисленици“.
По сведения от информационната табела на манастира, манастирът послужил за вдъхновение за писателя Елин Пелин да напише разказите си от цикъла „Под манастирската лоза“ през 1909 – 1936 година.
- Снимки от Буховския манастир „Свети Архангел Михаил“
- Храмовата икона над входа
- Иконата на дясната стена
- Информационната табела на входа
- Чешмата от 1936 година